# Daizen Maeda
Daizen Maeda (前田 大然, Maeda Daizen), né le 20 octobre 1997 à Taishi (Japon), est un footballeur international japonais. Il évolue au poste d'Ailier gauche au Celtic Football Club.

## Biographie

### En club
Au mois de juillet 2019, Maeda est prêté au CS Marítimo. Il joue son premier match de Primeira Liga le 11 août 2019 lors d'un nul 1-1 contre le Sporting Portugal. Le 25 août, Maeda inscrit un but en championnat face au CD Tondela (2-2). Auteur de 3 buts en Primeira, le Japonais effectue un prêt en demi-teinte au Portugal.
Le 3 août 2020, Maeda est prêté au Yokohama F. Marinos jusqu'au mois de janvier 2021. Disputant son premier match le 15 août face à Oita Trinita en J1 League, il marque un but quatre jours plus tard lors d'une victoire 3-4 sur le terrain du Shimizu S-Pulse.
Avec 23 buts inscrits, il termine co-meilleur buteur de la saison 2021 de la J. League avec Leandro Damião, le brésilien ayant néanmoins disputé une rencontre de moins.
Le Celtic FC annone son arrivée le 31 décembre 2021 en compagnie de ses compatriotes Yosuke Ideguchi et Reo Hatate. Il y retrouve son ancien entraîneur aux Yokohama F. Marinos, Ange Postecoglou.

### En équipe nationale
Avec les moins de 23 ans, il participe aux Jeux asiatiques de 2018. Il s'illustre lors de ce tournoi en inscrivant un but face au Pakistan en phase de poule, puis en délivrant deux passes décisives en quart de finale face à l'Arabie saoudite. Le Japon s'incline en finale face à la Corée du Sud, avec Daizen Maeda sur le banc des remplaçants.
Maeda est convoqué en mai 2019 pour disputer la Copa América 2019 au Brésil. Le 17 juin 2019, Maeda honore sa première sélection contre le Chili lors d'une lourde défaite 4-0.
Le 1er novembre 2022, il est sélectionné par Hajime Moriyasu pour participer à la Coupe du monde 2022. Le 1er janvier 2024, il est retenu dans la liste des vingt-six joueurs japonais sélectionnés par Hajime Moriyasu pour disputer la Coupe d'Asie des nations 2023.

## Statistiques

### En club
| Saison                | Club                       | Championnat           | Championnat | Championnat | Championnat | Coupe nationale | Coupe nationale | Coupe nationale | Coupe de la Ligue | Coupe de la Ligue | Coupe de la Ligue | Compétition(s) continentale(s) | Compétition(s) continentale(s) | Compétition(s) continentale(s) | Compétition(s) continentale(s) | Total | Total | Total |
| Saison                | Club                       | Division              | M.          | B.          | P.d.        | M.              | B.              | P.d.            | M.                | B.                | P.d.              | Comp.                          | M.                             | B.                             | P.d.                           | M.    | B.    | P.d.  |
| 2016                  | Matsumoto Yamaga FC        | J2 League             | 9           | 0           | 0           | 1               | 1               | 2               | -                 | -                 | -                 | -                              | -                              | -                              | -                              | 10    | 1     | 2     |
| 2018                  | Matsumoto Yamaga FC        | J2 League             | 29          | 7           | 1           | -               | -               | -               | -                 | -                 | -                 | -                              | -                              | -                              | -                              | 29    | 7     | 1     |
| 2019                  | Matsumoto Yamaga FC        | J1 League             | 18          | 2           | 0           | -               | -               | -               | -                 | -                 | -                 | -                              | -                              | -                              | -                              | 18    | 2     | 0     |
| Sous-total            | Sous-total                 | Sous-total            | 56          | 9           | 1           | 1               | 1               | 2               | -                 | -                 | -                 | -                              | -                              | -                              | -                              | 57    | 10    | 3     |
| 2017                  | Mito HollyHock             | J2 League             | 36          | 13          | 4           | -               | -               | -               | -                 | -                 | -                 | -                              | -                              | -                              | -                              | 36    | 13    | 4     |
| 2019-2020             | CS Marítimo (prêt)         | Liga Portugal         | 23          | 3           | 0           | 1               | 1               | 0               | -                 | -                 | -                 | -                              | -                              | -                              | -                              | 24    | 4     | 0     |
| 2020                  | Yokohama F. Marinos (prêt) | J1 League             | 23          | 3           | 2           | -               | -               | -               | 2                 | 0                 | 0                 | ACL                            | 5                              | 0                              | 0                              | 30    | 3     | 2     |
| 2021                  | Yokohama F. Marinos        | J1 League             | 36          | 23          | 3           | -               | -               | -               | 4                 | 0                 | 0                 | -                              | -                              | -                              | -                              | 40    | 23    | 3     |
| Sous-total            | Sous-total                 | Sous-total            | 59          | 26          | 5           | -               | -               | -               | 6                 | 0                 | 0                 | -                              | 5                              | 0                              | 0                              | 70    | 26    | 5     |
| 2021-2022             | Celtic FC (prêt)           | Premiership           | 16          | 6           | 5           | 4               | 1               | 0               | -                 | -                 | -                 | C4                             | 2                              | 1                              | 0                              | 22    | 8     | 5     |
| 2022-2023             | Celtic FC                  | Premiership           | 35          | 8           | 5           | 4               | 1               | 1               | 4                 | 2                 | 1                 | C1                             | 6                              | 0                              | 0                              | 49    | 11    | 7     |
| 2023-2024             | Celtic FC                  | Premiership           | 28          | 6           | 3           | 3               | 4               | 0               | 1                 | 0                 | 0                 | C1                             | 4                              | 0                              | 1                              | 36    | 10    | 4     |
| 2024-2025             | Celtic FC                  | Premiership           | 6           | 2           | 2           | -               | -               | -               | 1                 | 2                 | 0                 | C1                             | 2                              | 2                              | 0                              | 9     | 6     | 2     |
| Sous-total            | Sous-total                 | Sous-total            | 85          | 22          | 15          | 11              | 6               | 1               | 6                 | 4                 | 1                 | -                              | 14                             | 3                              | 1                              | 116   | 35    | 18    |
| Total sur la carrière | Total sur la carrière      | Total sur la carrière | 253         | 71          | 23          | 13              | 8               | 3               | 11                | 2                 | 1                 | -                              | 17                             | 1                              | 1                              | 294   | 82    | 28    |

### En sélection
| Années                | Sélection             | Phases finales             | Phases finales | Phases finales | Phases finales | Éliminatoires | Éliminatoires | Éliminatoires | Éliminatoires | Amicaux | Amicaux | Amicaux | Total | Total | Total |
| Années                | Sélection             | Comp.                      | M.             | B.             | P.d.           | Comp.         | M.            | B.            | P.d.          | M.      | B.      | P.d.    | M.    | B.    | P.d.  |
| --------------------- | --------------------- | -------------------------- | -------------- | -------------- | -------------- | ------------- | ------------- | ------------- | ------------- | ------- | ------- | ------- | ----- | ----- | ----- |
| 2019                  | Japon                 | Copa América 2019          | 2              | 0              | 0              | CdM 2022      | -             | -             | -             | -       | -       | -       | 2     | 0     | 0     |
| 2019                  | Japon                 | Coupe d'Asie de l'Est 2019 | -              | -              | -              | CdM 2022      | -             | -             | -             | -       | -       | -       | 2     | 0     | 0     |
| 2020                  | Japon                 |                            | -              | -              | -              | -             | -             | -             | -             | -       | -       | -       | 0     | 0     | 0     |
| 2021                  | Japon                 | -                          | -              | -              | -              | CdM 2022      | -             | -             | -             | -       | -       | -       | 0     | 0     | 0     |
| 2022                  | Japon                 | Coupe d'Asie de l'Est 2022 | -              | -              | -              | CdM 2022      | 2             | 0             | 0             | 4       | 1       | 0       | 9     | 2     | 0     |
| 2022                  | Japon                 | Coupe du monde 2022        | 3              | 1              | 0              | CdM 2022      | 2             | 0             | 0             | 4       | 1       | 0       | 9     | 2     | 0     |
| 2023                  | Japon                 | -                          | -              | -              | -              | CdM 2026      | -             | -             | -             | 2       | 1       | 0       | 2     | 1     | 0     |
| 2024                  | Japon                 | Coupe d'Asie 2023          | 3              | 0              | 0              | CdM 2026      | 4             | 1             | 0             | -       | -       | -       | 7     | 1     | 0     |
| Total sur la carrière | Total sur la carrière | Total sur la carrière      | 8              | 1              | 0              | -             | 6             | 1             | 0             | 6       | 2       | 0       | 20    | 4     | 0     |

## Palmarès

### En club
| Matsumoto Yamaga FC (1)                             | Yokohama F. Marinos (0)                                                                          | Celtic FC (4) |
| --------------------------------------------------- | ------------------------------------------------------------------------------------------------ | --- |
| - Championnat du Japon de D2 (1) - Champion en 2018 | - Championnat du Japon (0) - Vice-champion en 2021 - Supercoupe du Japon (0) - Finaliste en 2020 | - Championnat d'Écosse (4) - Champion en 2022, 2023 et 2024 et 2025 - Coupe d'Écosse (1) - Vainqueur en 2023 - Finaliste en 2025 - Coupe de la Ligue (2) - Vainqueur en 2023 et 2024 |

### Distinction personnelle
- Meilleur buteur du championnat du Japon en 2021 (23 buts)
- Membre de l'équipe-type de Scottish Premier League en 2025.